# Lijst van oorlogsmonumenten in Veere
De Nederlandse gemeente Veere heeft verschillende oorlogsmonumenten. Hieronder een overzicht. Zie ook Lijst van Stolpersteine in Zeeland.
| Nr.                             | Object                                    | Herdachte groep | Ontwerper                                                                                     | Onthulling        | Type               | Locatie                              | Plaats        | Coördinaten                   | Foto                                      |
| ------------------------------- | ----------------------------------------- | --- | --------------------------------------------------------------------------------------------- | ----------------- | ------------------ | ------------------------------------ | ------------- | ----------------------------- | ----------------------------------------- |
| 446                             | Verzetsmonument                           | verzet Nederland |                                                                                               | 1 november 1979   | Kruis              |                                      | Biggekerke    | 51° 29' 56" NB, 3° 31' 31" OL |                                           |
| 447                             | Monument op de Algemene begraafplaats     | militairen in dienst van het Ned. Kon. 1940-1945, burgerslachtoffers                                                   | J.K. Kuiper                                                                                   |                   | gedenksteen        | Zoutelandseweg, 4373 AM              | Biggekerke    | 51° 30' 6" NB, 3° 31' 10" OL  |                                           |
| 484                             | Monument op de Algemene begraafplaats     | burgerslachtoffers | Willem Messer, Liesbeth Messer-Heijbroek                                                      |                   | beeld/sculptuur    |                                      | Domburg       | 51° 33' 47" NB, 3° 29' 51" OL |                                           |
| 531                             | Oorlogsmonument                           | algemeen, militairen in dienst van het Ned. Kon. 1940-1945, burgerslachtoffers, vervolgden Nederland, verzet Nederland | Architectenbureau Klokke (Zuil) en Philip ten Klooster (Leeuw met wapen)                      |                   | zuil               | Biggekerksestraat, 4371              | Koudekerke    | 51° 29' 11" NB, 3° 32' 57" OL |                                           |
| 652                             | Vredesmonument                            | algemeen | mw. Ollo Kootstra                                                                             | 8 november 1998   | beeld/sculptuur    | Oudestraat 26, 4351 AV               | Veere         | 51° 32' 49" NB, 3° 40' 1" OL  |                                           |
| 658                             | Bevrijdingsmonument                       | algemeen, militairen in dienst van het Ned. Kon. na 1945, geallieerde militairen                                       | An Goedbloed                                                                                  | 3 november 1984   | beeld/sculptuur    | Noordweg, 4353 AR                    | Serooskerke   | 51° 32' 48" NB, 3° 35' 51" OL |                                           |
| 926                             | Inundatiemonument                         | geallieerde militairen, burgerslachtoffers, overig                                                                     | David van de Kop                                                                              | 4 oktober 1990    | beeld/sculptuur    | Polredijk, 4351                      | Veere         | 51° 33' 27" NB, 3° 38' 50" OL | Inundatiemonument                         |
| 1214                            | Capitulatiemonument                       | overig | A.G. Wagensveld                                                                               |                   | reliëf             |                                      | Vrouwenpolder | 51° 34' 35" NB, 3° 36' 58" OL |                                           |
| 2185                            | Inundatiemonument                         | geallieerde militairen, burgerslachtoffers, overig                                                                     | Ruud van de Wint                                                                              | 4 oktober 1990    | zuil               |                                      | Westkapelle   | 51° 31' 39" NB, 3° 26' 22" OL | Inundatiemonument                         |
| 2186                            | Monument voor de 4e Commando Brigade      | geallieerde militairen, overig                                                                                         |                                                                                               |                   | overig             | Zuidstraat 154–156, 4361 AK          | Westkapelle   | 51° 31' 39" NB, 3° 26' 22" OL | Monument voor de 4e Commando Brigade      |
| 2502                            | Bevrijdingsmonument                       | algemeen, geallieerde militairen, burgerslachtoffers                                                                   |                                                                                               | 1 november 1994   | plaquette          | Willibrordusplein, 4374 AX           | Zoutelande    | 51° 30' 2" NB, 3° 28' 54" OL  | Bevrijdingsmonument                       |
| 2537                            | Monument bij de vuurtoren                 | burgerslachtoffers | Ir. Willem Roelse                                                                             | 30 september 1950 | begraafplaats/graf | Zuidstraat 1, 4361 AA                | Westkapelle   | 51° 31' 40" NB, 3° 26' 29" OL | Monument bij de vuurtoren                 |
| 2538                            | Landingsmonument                          | geallieerde militairen                                                                                                 |                                                                                               |                   | beeld/sculptuur    |                                      | Westkapelle   | 51° 31' 39" NB, 3° 26' 22" OL | Landingsmonument                          |
| 2539                            | Monument voor de Britse Commando's        | geallieerde militairen                                                                                                 |                                                                                               |                   | overig             | Markt                                | Westkapelle   | 51° 31' 39" NB, 3° 26' 24" OL |                                           |
| 2563                            | Monument voor Belgische Commando's        | geallieerde militairen                                                                                                 |                                                                                               | 15 mei 1982       | plaquette          | Badhuisstraat                        | Domburg       | 51° 33' 56" NB, 3° 29' 48" OL | Monument voor Belgische Commando's        |
| 2608                            | Oorlogsmonument                           | burgerslachtoffers |                                                                                               |                   | gedenksteen        | Vrouwenpolderseweg, 4353 BB          | Serooskerke   | 51° 33' 1" NB, 3° 35' 48" OL  |                                           |
| 2611                            | Oorlogsmonument                           | burgerslachtoffers, vervolgden Nederland                                                                               |                                                                                               |                   | gedenksteen        | Zanddijkseweg, 4351 NN               | Veere         | 51° 31' 54" NB, 3° 39' 27" OL |                                           |
| 2622                            | Monument aan de Markt                     | algemeen, geallieerde militairen, overig                                                                               |                                                                                               | 26 juni 1954      | gedenksteen        | Markt, 4361 AE                       | Westkapelle   | 51° 31' 39" NB, 3° 26' 24" OL |                                           |
| 2640                            | Monument voor Britse Commando's           | geallieerde militairen                                                                                                 | Dhr. J.C.van Winkelen (ontwerp), Sociale Werkplaats Middelburg (uitvoering)                   | 1 november 1995   | plaquette          |                                      | Dishoek       | 51° 28' 19" NB, 3° 31' 30" OL |                                           |
| 2646                            | Monument 'De Roos'                        | burgerslachtoffers |                                                                                               | 1 november 2004   | gedenksteen        | Zuidstraat 154–156, 4361 AK          | Westkapelle   | 51° 31' 39" NB, 3° 26' 22" OL |                                           |
| 2670                            | Brits oorlogsgraf                         | |                                                                                               |                   | overig             | Westkapelseweg, 4374BA               | Zoutelande    | 51° 30' 28" NB, 3° 28' 8" OL  |                                           |
| 2671                            | Oorlogsmonument                           | militairen in dienst van het Ned. Kon. 1940-1945, burgerslachtoffers, vervolgden Nederland, verzet Nederland           |                                                                                               |                   | zuil               | Waterstraat, 4356 BJ                 | Oostkapelle   | 51° 33' 57" NB, 3° 33' 3" OL  |                                           |
| 2672                            | Monument voor Jan de Visser               | |                                                                                               |                   | zuil               | Zoekweg, 4354SJ                      | Vrouwenpolder | 51° 34' 34" NB, 3° 36' 32" OL |                                           |
| 2675                            | Oorlogsmonument                           | burgerslachtoffers |                                                                                               |                   | gedenksteen        |                                      | Gapinge       | 51° 32' 40" NB, 3° 37' 31" OL |                                           |
| 2683                            | Geallieerd oorlogsgraf                    | |                                                                                               |                   | begraafplaats/graf | Kerkeweg, 4361JA                     | Westkapelle   | 51° 31' 51" NB, 3° 26' 48" OL | Geallieerd oorlogsgraf                    |
| 2684                            | Verzetsgraf                               | |                                                                                               |                   | begraafplaats/graf | Kerkeweg, 4361JA                     | Westkapelle   | 51° 31' 51" NB, 3° 26' 48" OL |                                           |
| 2695                            | Monument voor Noorse Commando's           | geallieerde militairen                                                                                                 | Noorse Ministerie van Defensie, i.s.m. Stichting Steun Bevrijders Walcheren 1-8 november 1944 | 4 mei 2005        | gedenksteen        | Badhuisstraat                        | Domburg       | 51° 33' 56" NB, 3° 29' 48" OL | Monument voor Noorse Commando's           |
| 3047                            | Monument voor Britse Commando's           | geallieerde militairen                                                                                                 | Royal Marines Commando 41 i.s.m. Stichting Steun Bevrijders Walcheren                         | 1 november 2007   | gedenksteen        | Badhuisstraat                        | Domburg       | 51° 33' 56" NB, 3° 29' 48" OL |                                           |
| 3509                            | Monument voor Jan de Visser               | verzet Nederland |                                                                                               |                   | gedenksteen        | Zoekweg, 4354 SJ                     | Vrouwenpolder | 51° 34' 28" NB, 3° 36' 51" OL |                                           |
| 3582                            | Liberty Bridge                            | algemeen, geallieerde militairen                                                                                       |                                                                                               | 23 juli 2010      | overig             | Zuidstraat 154–156, 4361 AK          | Westkapelle   | 51° 31' 39" NB, 3° 26' 22" OL |                                           |
| 3583                            | Monument aan de Valkenisseweg             | verzet Nederland |                                                                                               | 17 september 1994 | plaquette          | Valkenisseweg, 4373 AR               | Biggekerke    | 51° 29' 34" NB, 3° 30' 30" OL |                                           |
| 3628                            | Molensteen van de Dijkmolen Prins Hendrik | algemeen |                                                                                               |                   | plaquette          | Zuidstraat 154–156, 4361 AK          | Westkapelle   | 51° 31' 38" NB, 3° 26' 9" OL  | Molensteen van de Dijkmolen Prins Hendrik |
| Dit oorlogsmonument op Wikidata | Stolpersteine                             | vervolgden Nederland                                                                                                   | Gunter Demnig                                                                                 |                   | reliëf             | Zie Lijst van Stolpersteine in Veere | Vlissingen    |                               | Meer afbeeldingen                         |

Borsele ·
Goes ·
Hulst ·
Kapelle ·
Middelburg ·
Noord-Beveland ·
Reimerswaal ·
Schouwen-Duiveland ·
Sluis ·
Terneuzen ·
Tholen ·
Veere ·
Vlissingen